# Tóth Mária (kézilabdázó)
Tóth Mária, Romhányi Józsefné (Budapest, 1935. december 5. – 2019. május 3. előtt) világbajnok magyar kézilabdázó.

## Pályafutása
1950-ben az OKISZ SE korosztályos csapatában kezdte a kézilabdázást. 1952 és 1962 között a Bp. Spartacus, 1962 és 1971 között a Goldberger kézilabdázója volt. A Spartacus-szal háromszoros magyar bajnok, a Golbergerrel MNK-győztes lett. 1964-ben az év női kézilabdázójává választották Magyarországon.
1960 és 1968 között 47 alkalommal szerepelt a magyar válogatottban. Tagja volt az 1965-ös világbajnok csapatnak.

## Sikerei, díjai
- Az év magyar női kézilabdázója (1964)

 Magyarország
- Világbajnokság
  - világbajnok: 1965, NSZK

 Bp. Spartacus
- Magyar bajnokság
  - bajnok (3): 1960, 1961, 1962

 Goldberger SE
- - ezüstérmes (2): 1964, 1965
  - bronzérmes: 1963
- Magyar Népköztársasági Kupa (MNK)
  - győztes: 1964